# Монголия на Паралимпийских играх
Монголия на Паралимпийских играх впервые приняла участие в 2000 году на летних Играх в Сиднее, и с тех пор принимает участие на всех летних Играх. На зимних Играх Монголия участвует начиная с Игр 2006 в Турине.
На настоящее время, спортсмены Монголии завоевали на всех Играх в сумме 4 медали, из них 2 золотые, все медали были завоеваны на летних Играх.

## Медальный зачёт

### Медали летних Паралимпийских игр
| Игры                | Золото | Серебро | Бронза | Всего | Место |
| ------------------- | ------ | ------- | ------ | ----- | ----- |
| 2000 Сидней         | 0      | 0       | 0      | 0     | —     |
| 2004 Афины          | 0      | 0       | 0      | 0     | —     |
| 2008 Пекин          | 1      | 0       | 0      | 1     | 52    |
| 2012 Лондон         | 0      | 0       | 0      | 0     | —     |
| 2016 Рио-де-Жанейро | 0      | 0       | 2      | 2     | 75    |
| 2020 Токио          | 1      | 0       | 0      | 1     | 59    |
| Итого               | 2      | 0       | 2      | 4     |       |